# 异色山黄麻
异色山黄麻（学名：Trema orientalis）是大麻科山黄麻属的植物。分布于喜马拉雅南坡、马来半岛、热带非洲、印度尼西亚、孟加拉国、中南半岛、缅甸、南太平洋诸岛、台湾岛、斯里兰卡、菲律宾、印度、日本以及中国大陆的广西、贵州、云南、海南、广东等地，生长于海拔400米至1,900米的地区，常生长在山谷开旷的较湿润林中和较干燥的山坡灌丛中，目前尚未由人工引种栽培。
其种加词“orientalis”意为“东方的”。